# Anders Bakken
Anders Bakken, né le 20 juin 1955 à Lillehammer, est un fondeur norvégien.

## Biographie
Il est l'oncle des fondeurs Ragnhild Haga, devenue championne olympique et de Magne Haga.
Aux Jeux olympiques d'hiver de 1980, il se classe quinzième du cinquante kilomètres. Dans cette discipline, il devient champion de Norvège en 1981.
Il a aussi participé aux Championnats du monde 1978.
Bakken remporte la course marathon Birkebeinerrennet en 1978 et 1979.